# Глинський Василь Михайлович

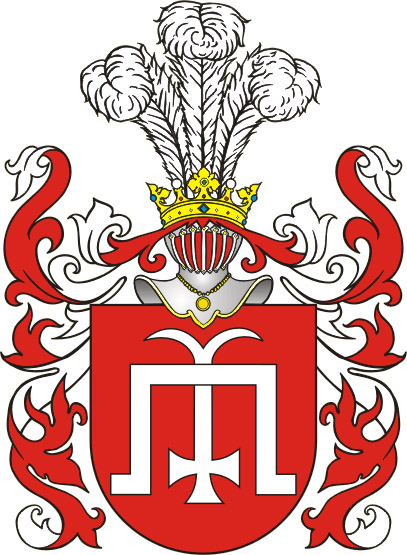
Герб Глинських

Василь Михайлович Глинський (пом. 1565) — князь, московський воєвода і боярин, єдиний син боярина князя Михайла Львовича Дородного-Глинського (пом. 1534) та Олени Іванівни Телепневої-Оболенської. Двоюрідний дядько великого князя і царя Івана Васильовича Грозного.

## Біографія
У 1534 році князь Михайло Львович Глинський, батько Василя, за наказом правительки і своєї племінниці Олени Василівни Глинської був поміщений в темницю і убитий.
Вперше згадується в джерелах у березні 1542 року, коли він був присутній при прийомі великим князем Іваном Васильовичем литовського посольства.
У 1560 році за царським наказом князь Василь Глинський, призначений першим воєводою великого полку, очолив похід із Дерпта на Тарваст. Василь Глинський разом із князем Петром Семеновичем Срібним переслідував великого литовського гетьмана Миколая «Рудого» Радзивілла і розбив його загін під Пернау.
Літом 1561 року князь Василь Михайлович Глинський потрапив в царську опалу. Його звинуватили в спробі втечі в Велике князівство Литовське. У липні Василь Глинський був заарештований, а в кінці того ж місяця підписав хрестоцілувальну грамоту та був звільнений. За нього поручилися митрополит Макарій і вище духовенство. У «проклятій» грамоті Василь Глинський визнавав, що «переступив» перед царем і зобов'язувався не посилатися з польським королем Сигізмундом Казимировичем Старим і литовськими вельможами. Василь Михайлович зобов'язався вірно служити московському государю та його дружині Марії Черкаській, царевичам Івану і Федору.
У 1562 році Василь Михайлович Глинський отримав боярство і титул намісника казанського. У тому ж році він брав участь у мирних переговорах із литовським гінцем, паном Алексєєвим, надісланим литовською радою до московського митрополита і бояр. Литовський посол домагався в Москві продовження перемир'я, щоб потім почати переговори про мир. Ці переговори закінчилися безрезультатно.
Осінню 1562 року боярин князь Василь Михайлович Глинський брав участь у царському поході на Полоцьк. Під час полоцького походу Василь Глинський був першим воєводою передового полку. Його заступником був воєвода Олексій Данилович Басманов. У лютому 1563 року після взяття Полоцька і повернення Івана Грозного Василь Глинський також був першим воєводою передового полку.
У 1564 році боярин князь Василь Михайлович Глинський був першим воєводою великого полку в московській раті на південних кордонах.
У кінці липня або початку серпня 1565 року боярин Василь Михайлович Глинський помер, не залишивши після себе потомства. Був похований в Троїце-Сергієвій лаврі.